# 베넬리 M1 슈퍼 90
베넬리 M1 슈퍼 90(이탈리아어: Benelli M1 Super 90)는 베넬리 S.P.A.에서 설계·생산한 반자동 산탄총이다. 민간, 치안, 군사용의 버전이 존재한다. 쉽게 정비할 수 있는 신뢰성을 가진 베넬리의 독자적인 반동 체계가 특징으로, 화기 외관은 알루미늄 합금으로 이루어져 있고, 튜브형 탄창을 통해 급탄된다.
모델에 따라 수직 손잡이가 존재하며, 용도와 상황에 따라 레이저 포인터와 전술 플래시라이트를 달 수 있다.

## 같이 보기
- 베넬리 M3 슈퍼 90
- 베넬리 M4 슈퍼 90/M1014